# موزه ملی فنلاند
موزه ملی فنلاند (انگلیسی: National Museum of Finland)، (فنلاندی: Kansallismuseo, سوئدی: Nationalmuseum) تاریخ فرهنگ و هنر فنلاند از عصر حجر تا امروز را ارائه می‌دهد. این به بنا به سبک معماری نوردیک و ملی‌گرایی رمانتیک در مرکز هلسینکی واقع شده و بخشی از آژانس میراث فنلاند است که زیر نظر وزارت فرهنگ و آموزش فنلاند فعالیت می‌کند.

## بنای موزه
ساختمان موزه ملی از سال ۱۹۰۵ تا ۱۹۱۰ تکمیل و در سال ۱۹۱۶ برای بازدید عموم افتتاح شد. نمای بیرونی این بنا نمایانگر کلیساها و قلعه‌های قرون وسطایی فنلاند است. سبک معماری متعلق به رمانتیسم ملی و فضای داخلی عمدتاً به هنر نو مرتبط است. این موزه پس از استقلال فنلاند در سال ۱۹۱۷ به عنوان موزه ملی فنلاند نام‌گذاری شد. در ژولای سال ۲۰۰۰ این بنا که مورد بازسازی کامل قرار قرار گرفته بود مجدداً افتتاح شد.
سقف سالن ورودی موزه دارای نقاشی فرسکو با موضوع حماسی ملی کالوالا است که توسط آکسلی گالن-کاللا در سال ۱۹۲۸ انجام شده که بدون هزینه ورودی قابل ورود و مشاهده است.

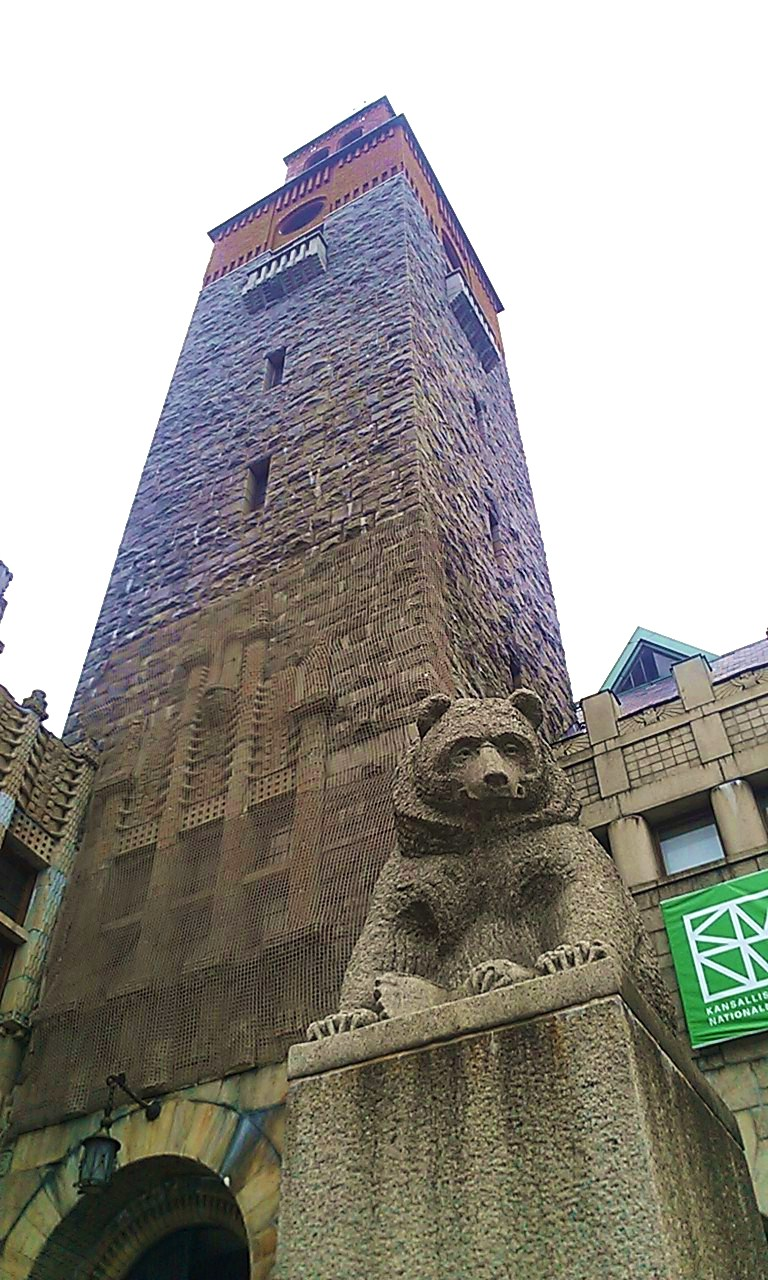
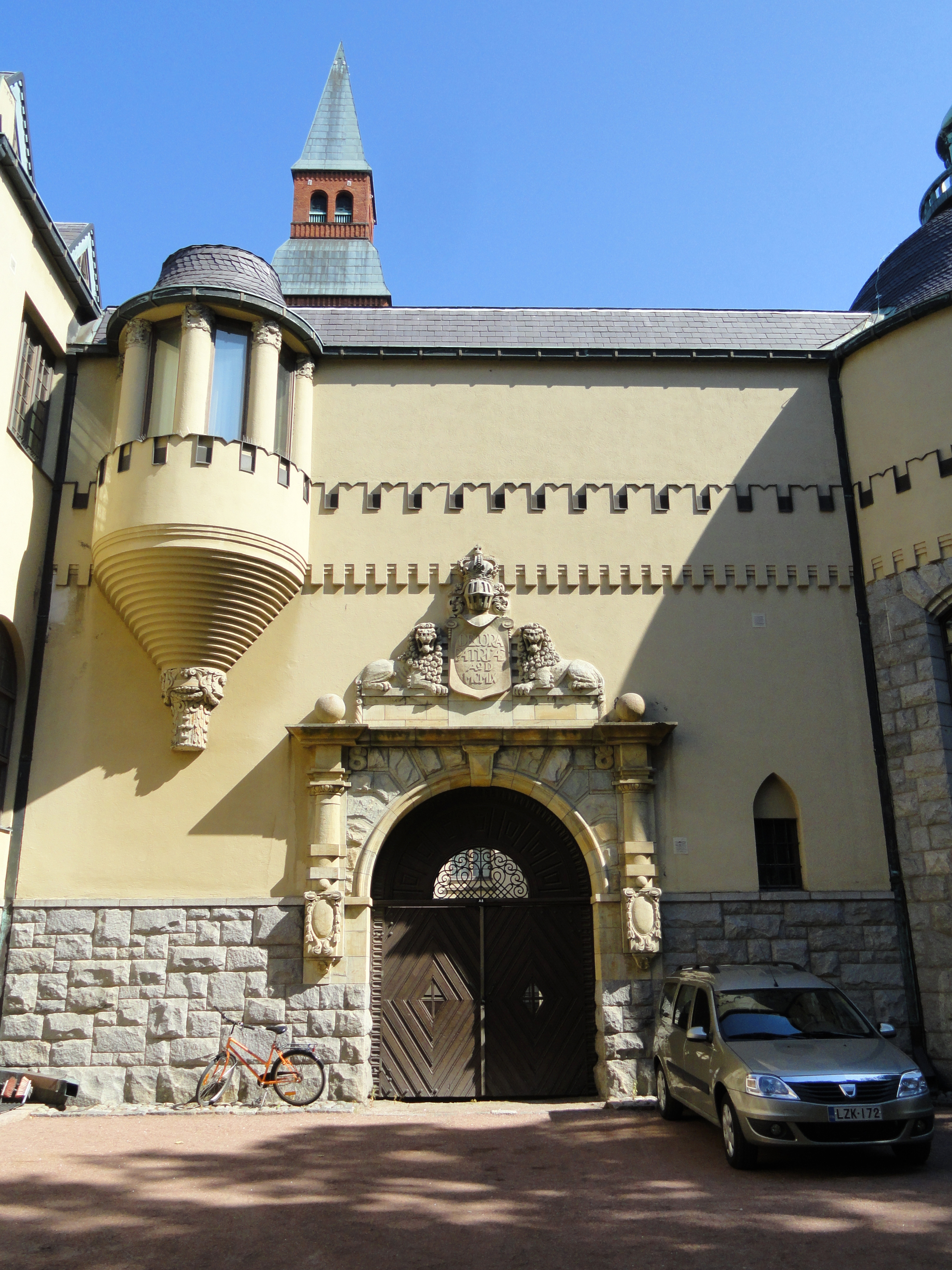
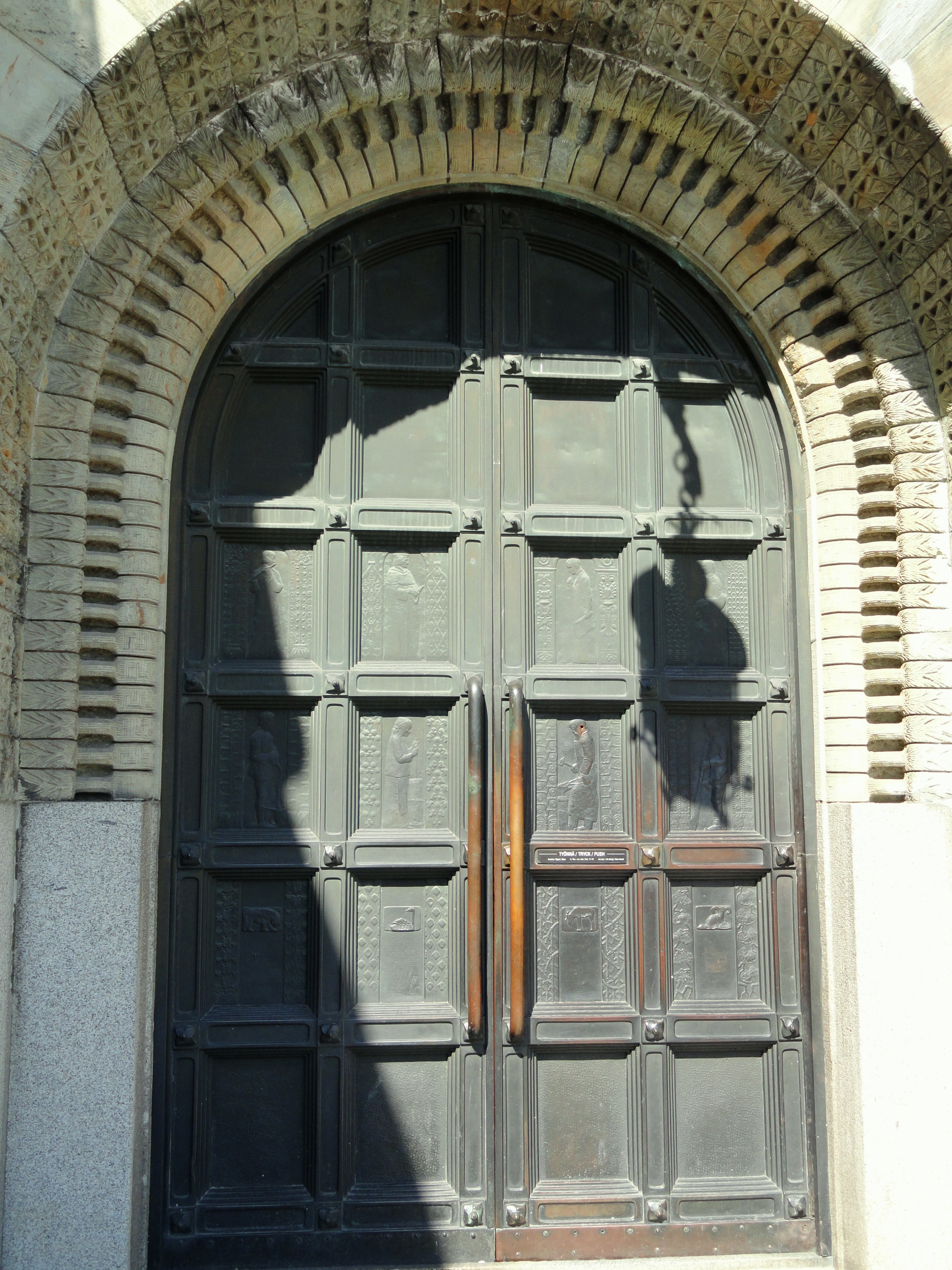
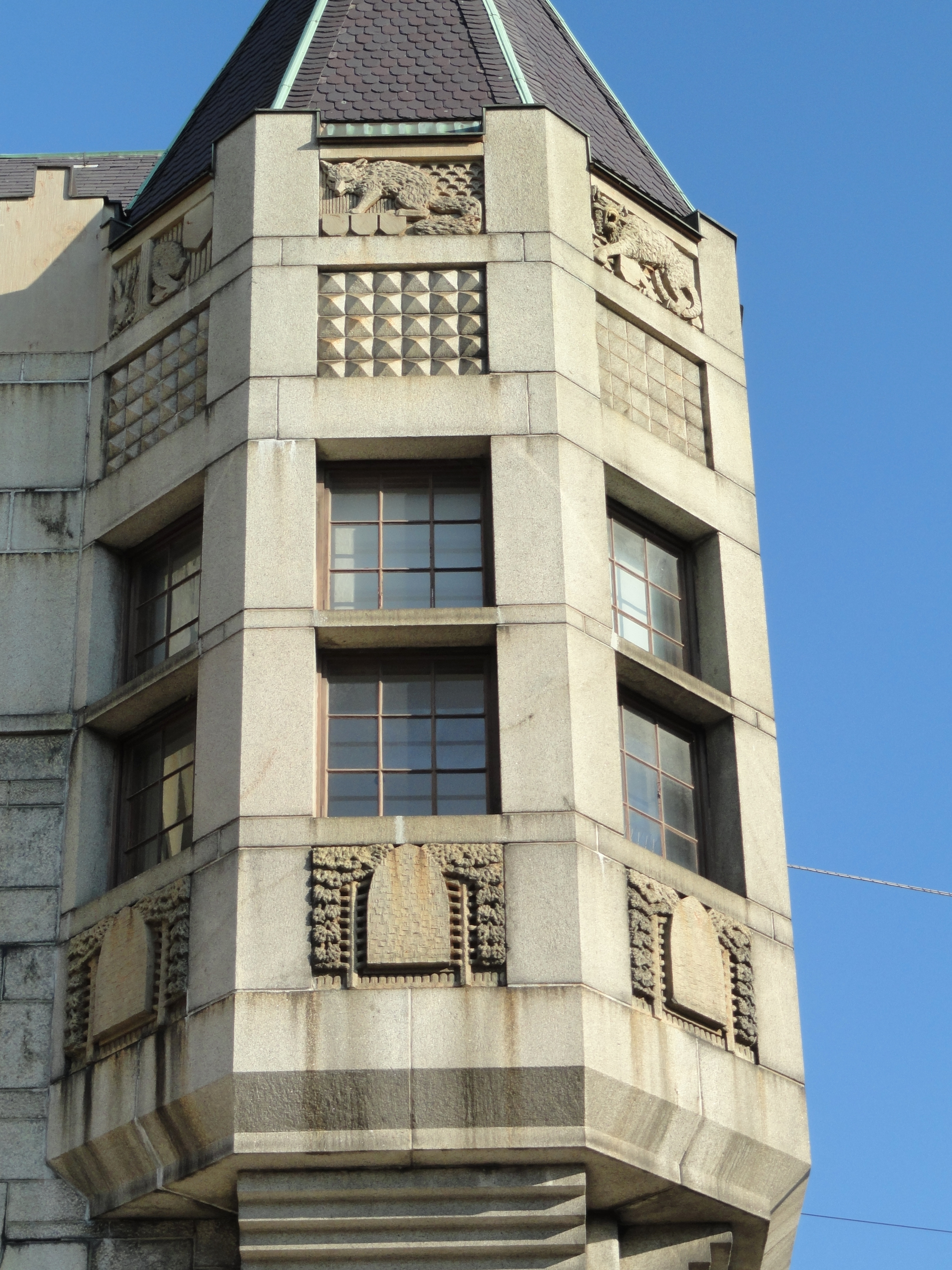
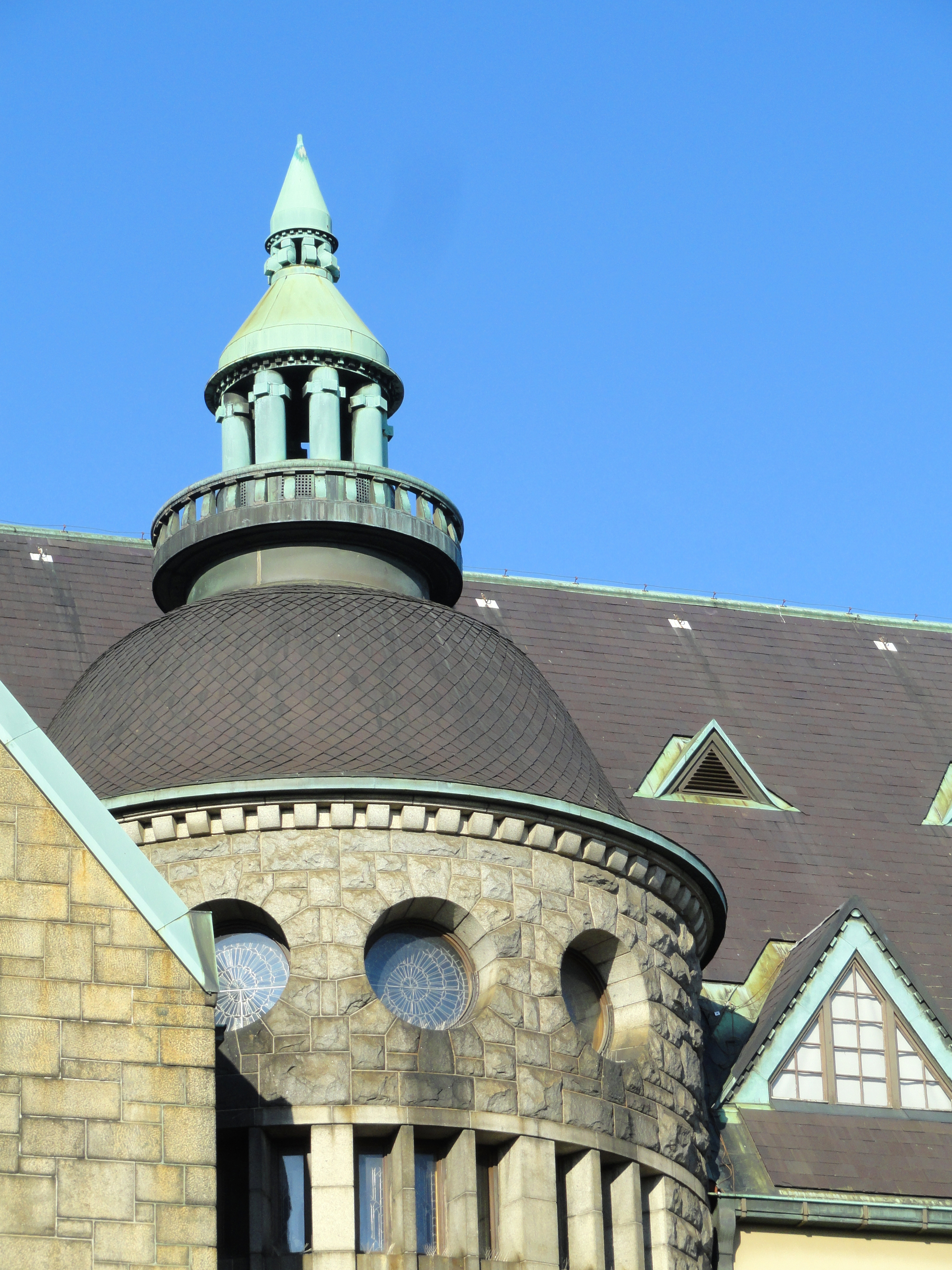
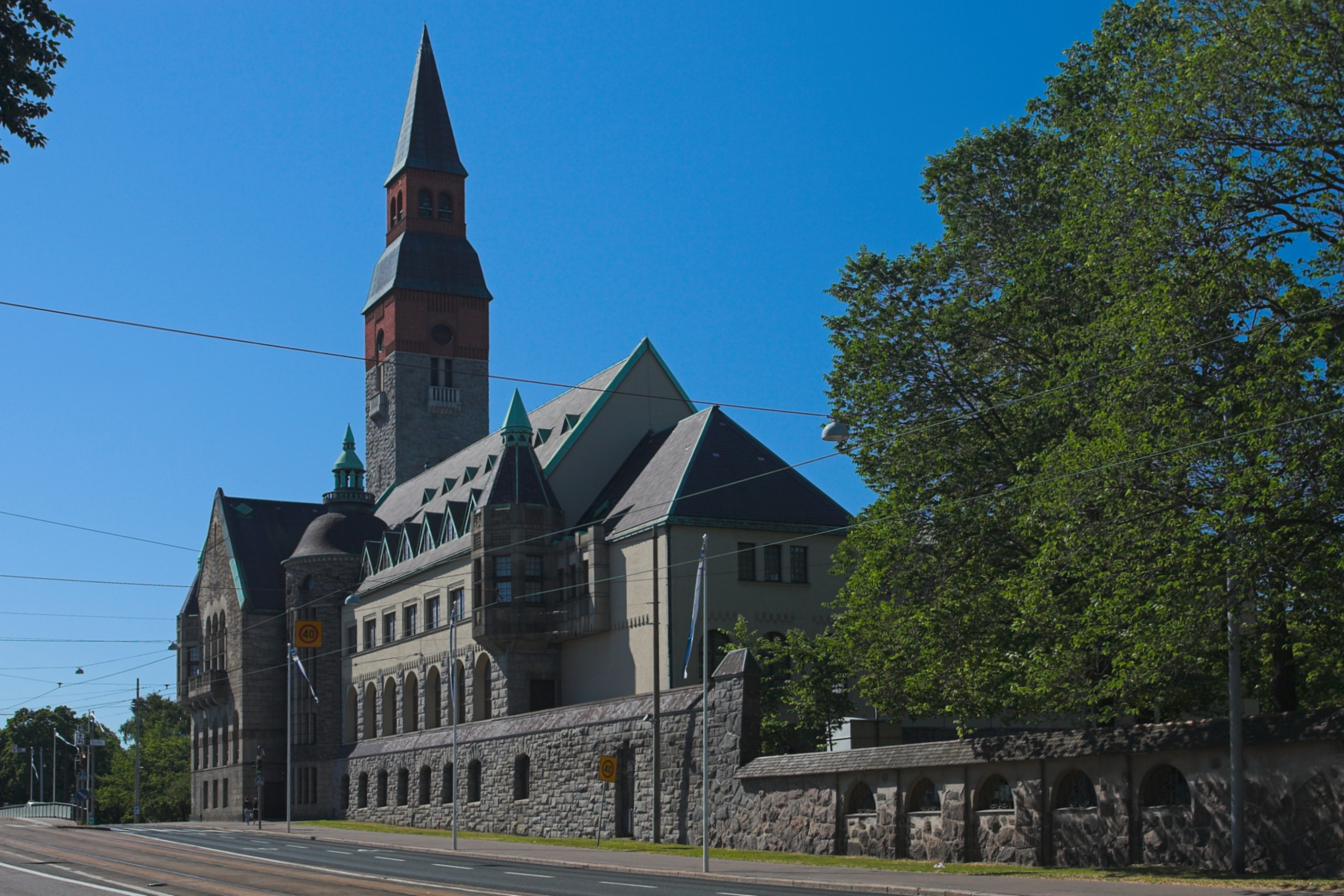

## سقف نگاری‌های آکسلی گالن-کاللا در ۱۹۲۸

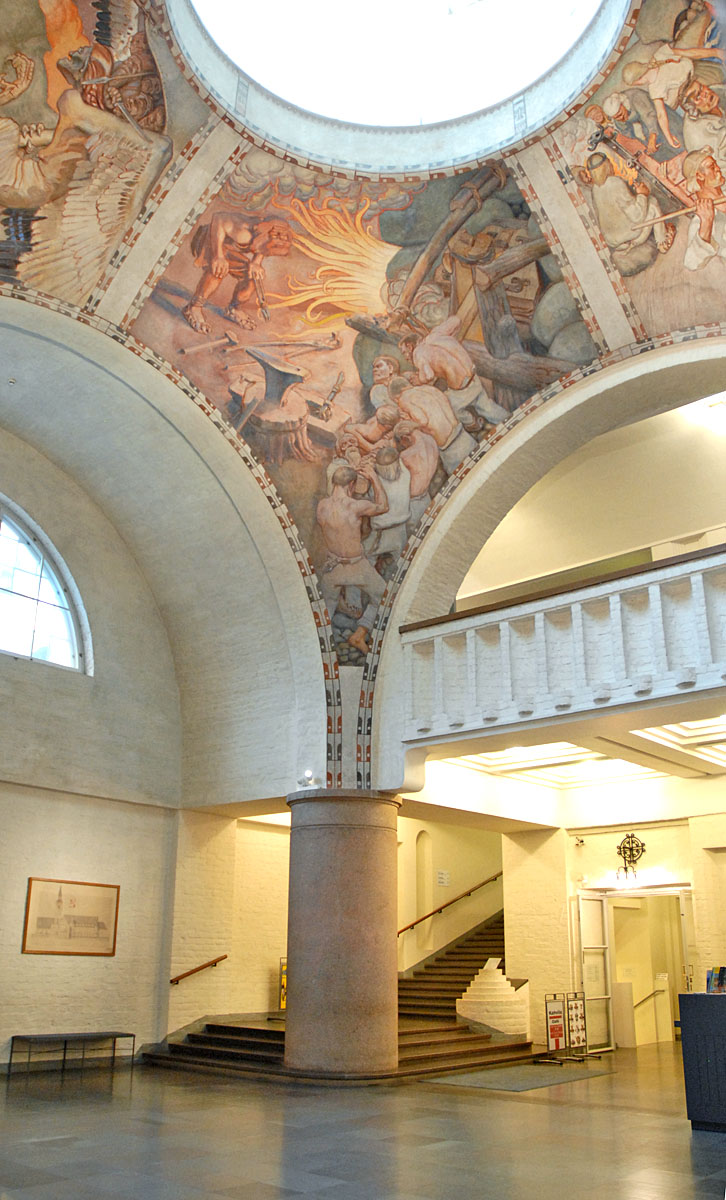
سالن ورودی
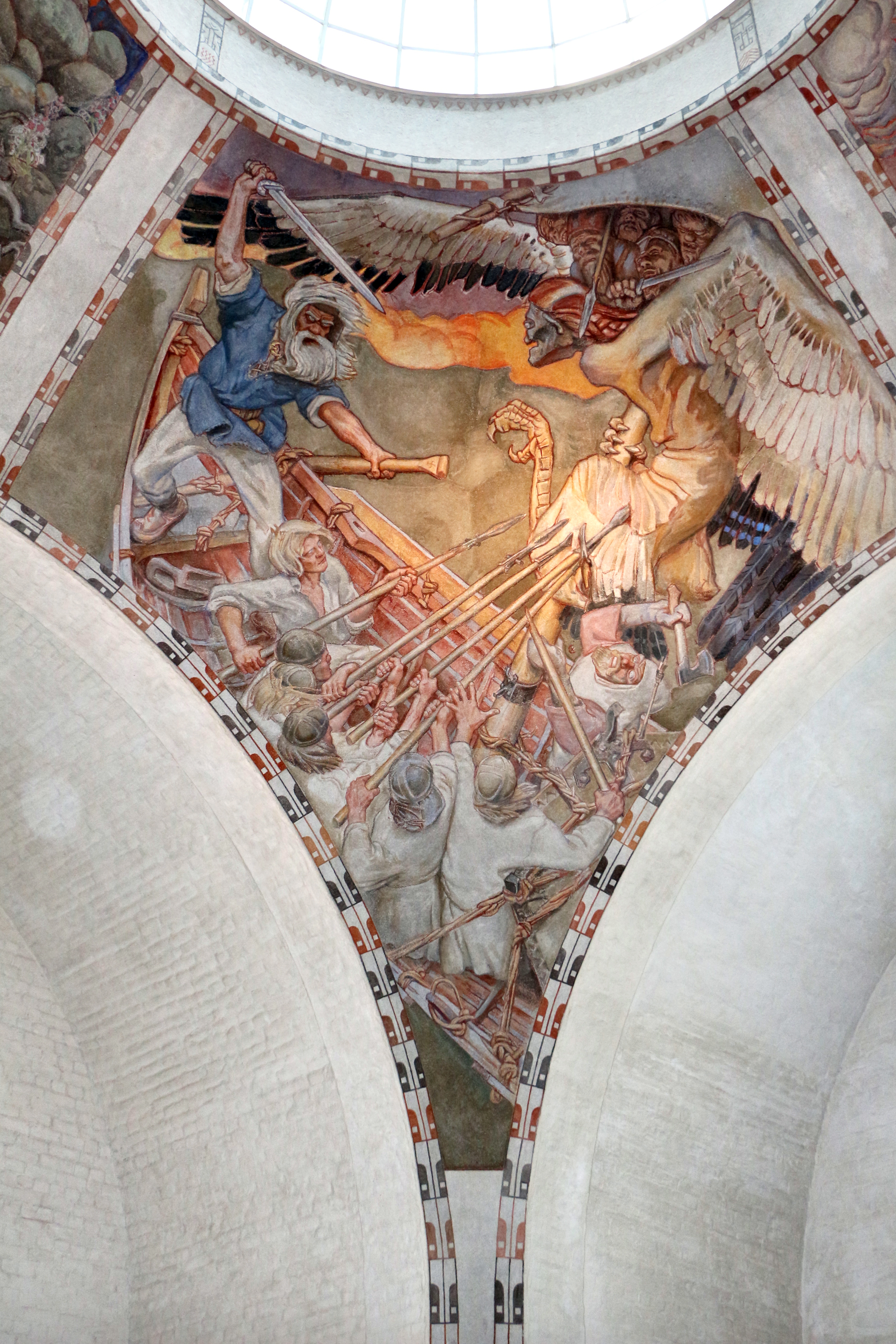
دفاع از سامپو
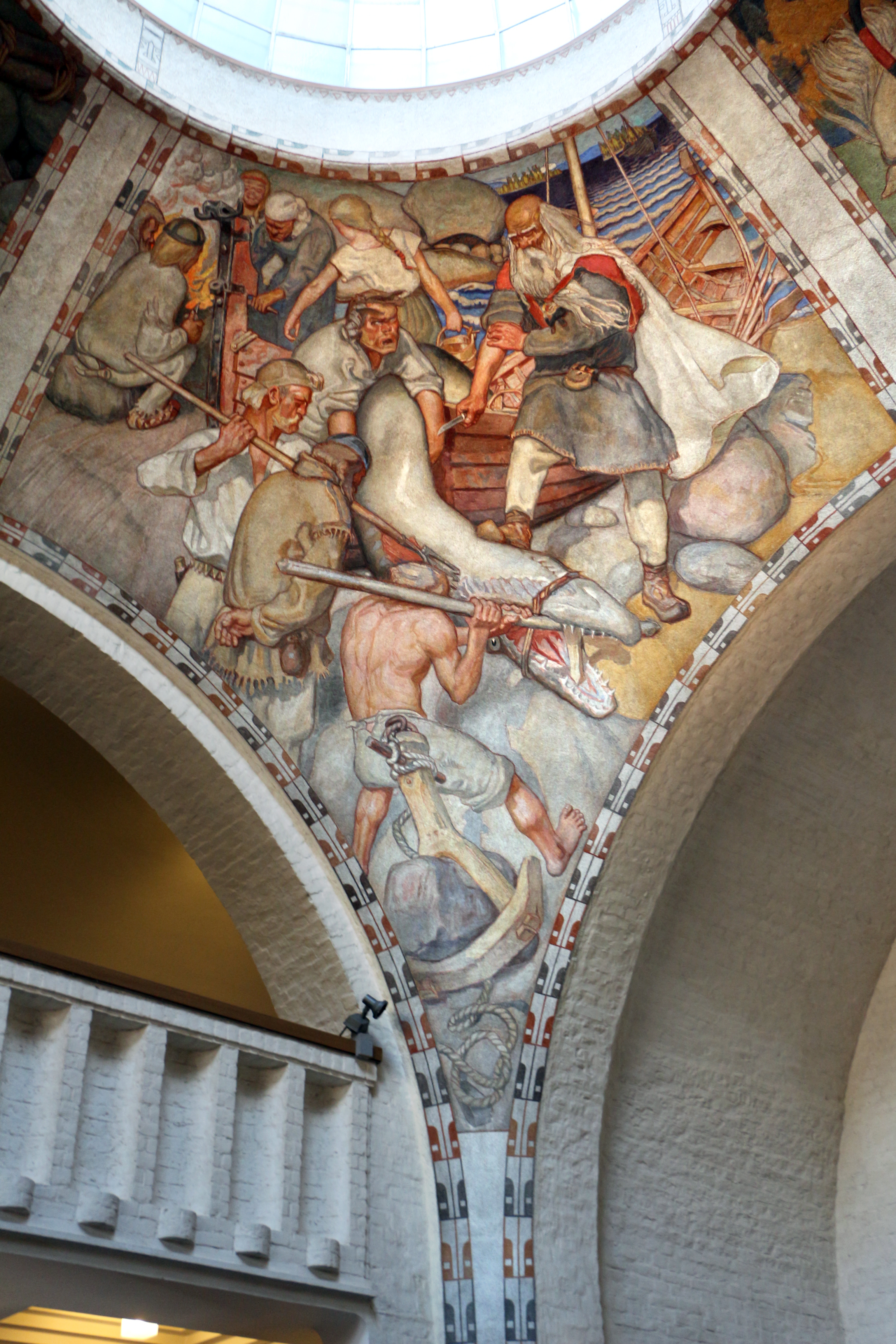
پایک بزرگ
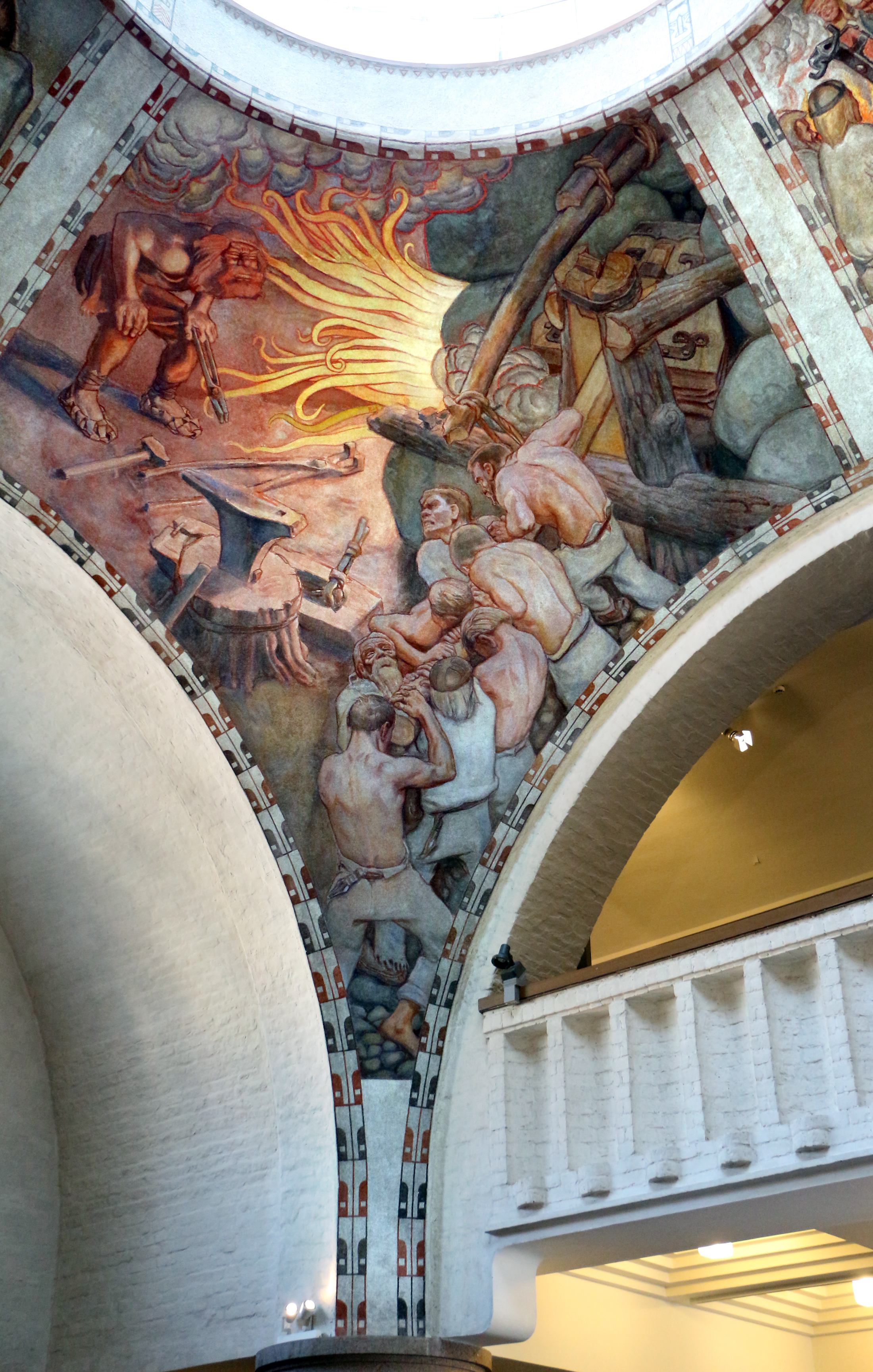
اساطیر فنلاندی
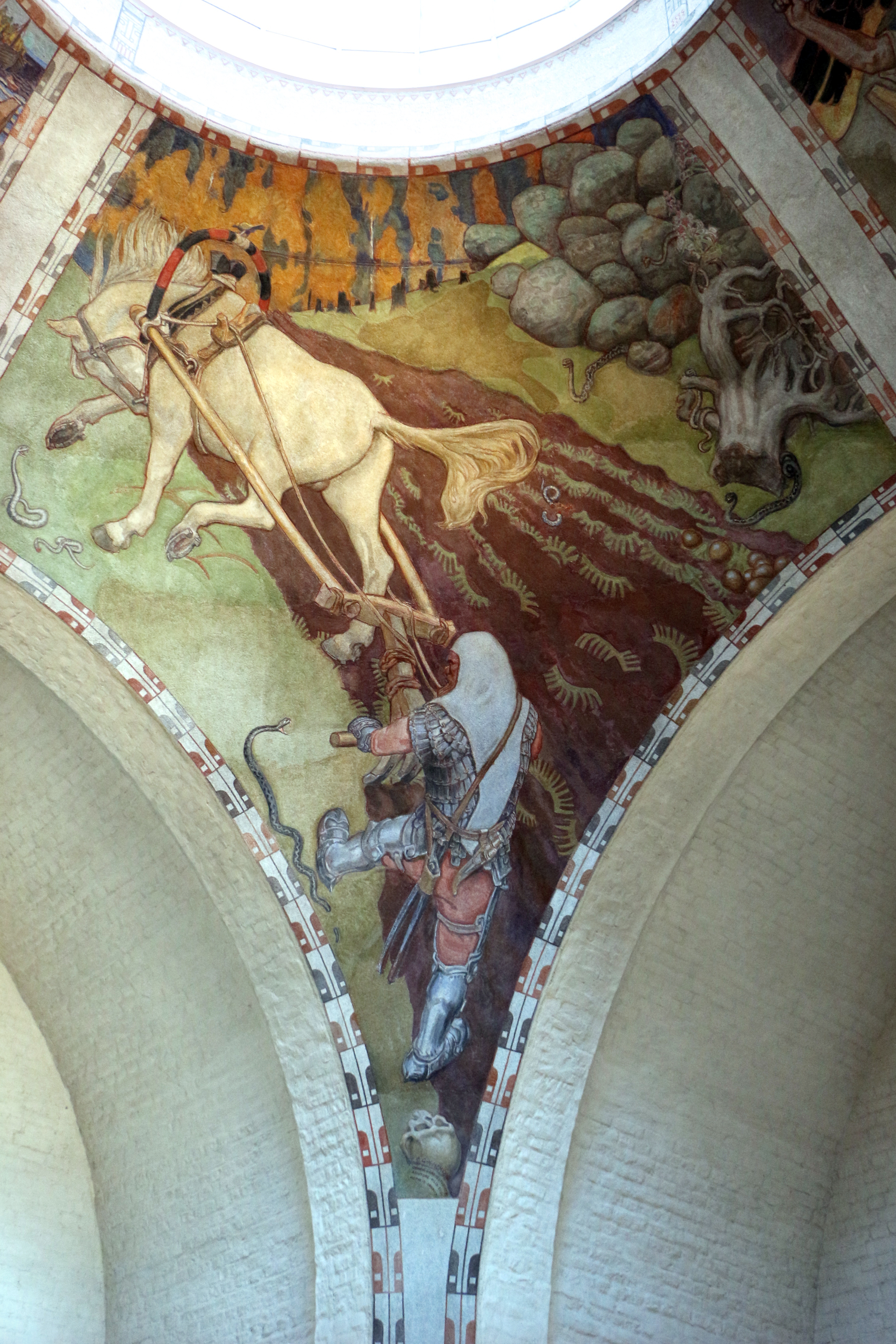
ایلمارینن در حال شخم زدن یک میدان افعی

## نمایشگاه‌های دائمی
نمایشگاه‌های دائمی موزه ملی به چند بخش شامل پیش از تاریخ فنلاند، توسعه جامعه و فرهنگ فنلاند از سده ۱۲ تا اوایل سده ۲۰ طی دوره پادشاهی سوئد تا دوران امپراتوری روسیه و فرهنگ عامیانه فنلاند در قرن ۱۸ و ۱۹ با مجموعه‌ای از سکه‌ها، مدال‌ها، سفارشات و تزئینات هنری، نقره، جواهرات و اسلحه تقسیم می‌شود.
این مجموعه‌ها همچنین شامل برخی آثار بومی آمریکایی پارک ملی میزا ورده در کلرادو است که توسط گوستاف نوردنسکیلد از طرف مردم فنلاندی سوئدی‌زبان به این موزه اهدا شده بود. در سال ۲۰۱۹ تعداد ۶۰۰ اثر مرتبط با مردم بومی ایالات متحده آمریکا در موزه باقی ماند و بقیه به پارک ملی میزا ورده منتقل شد.

## نگارخانه

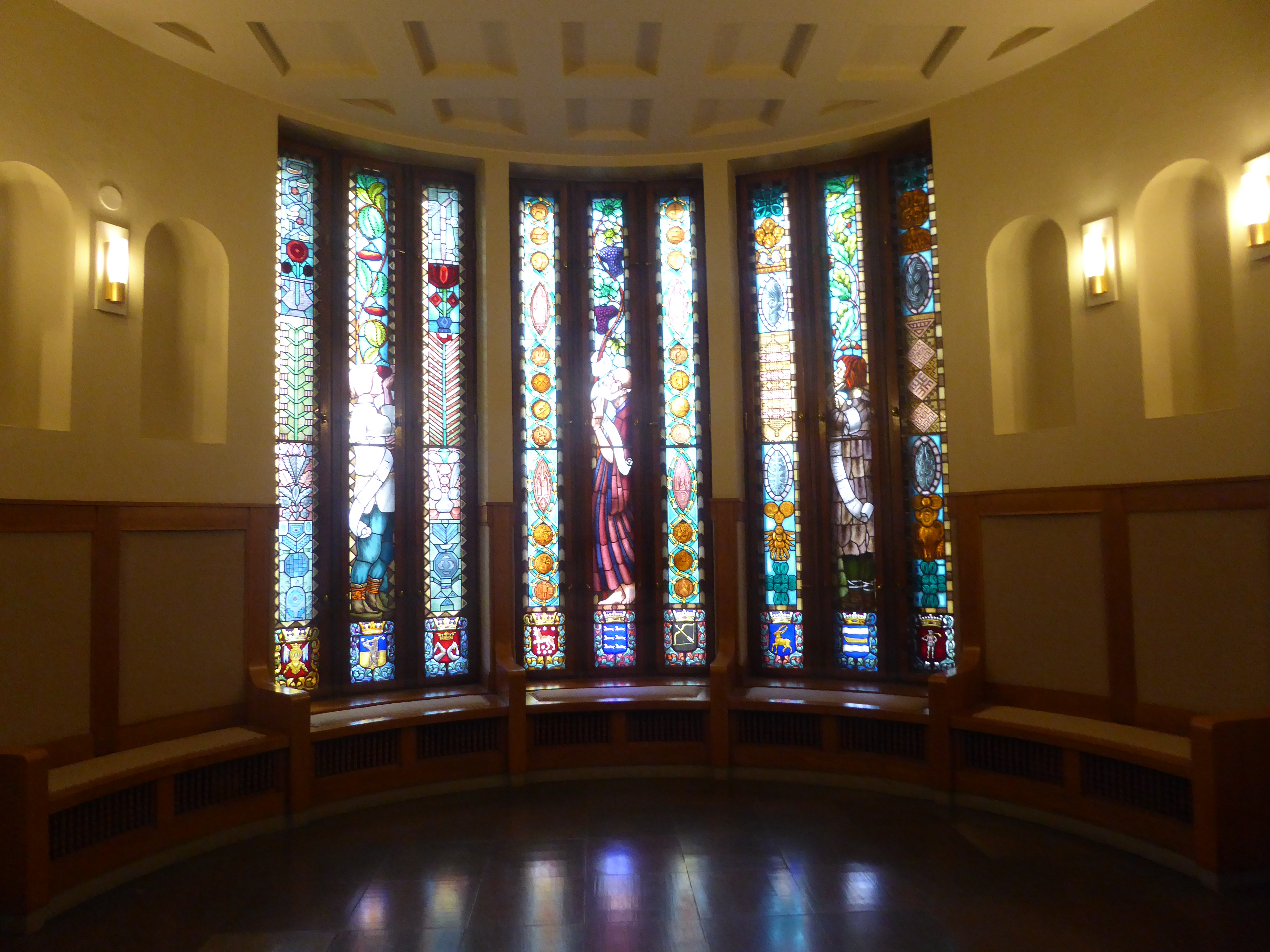
شیشه نقاشی‌شده
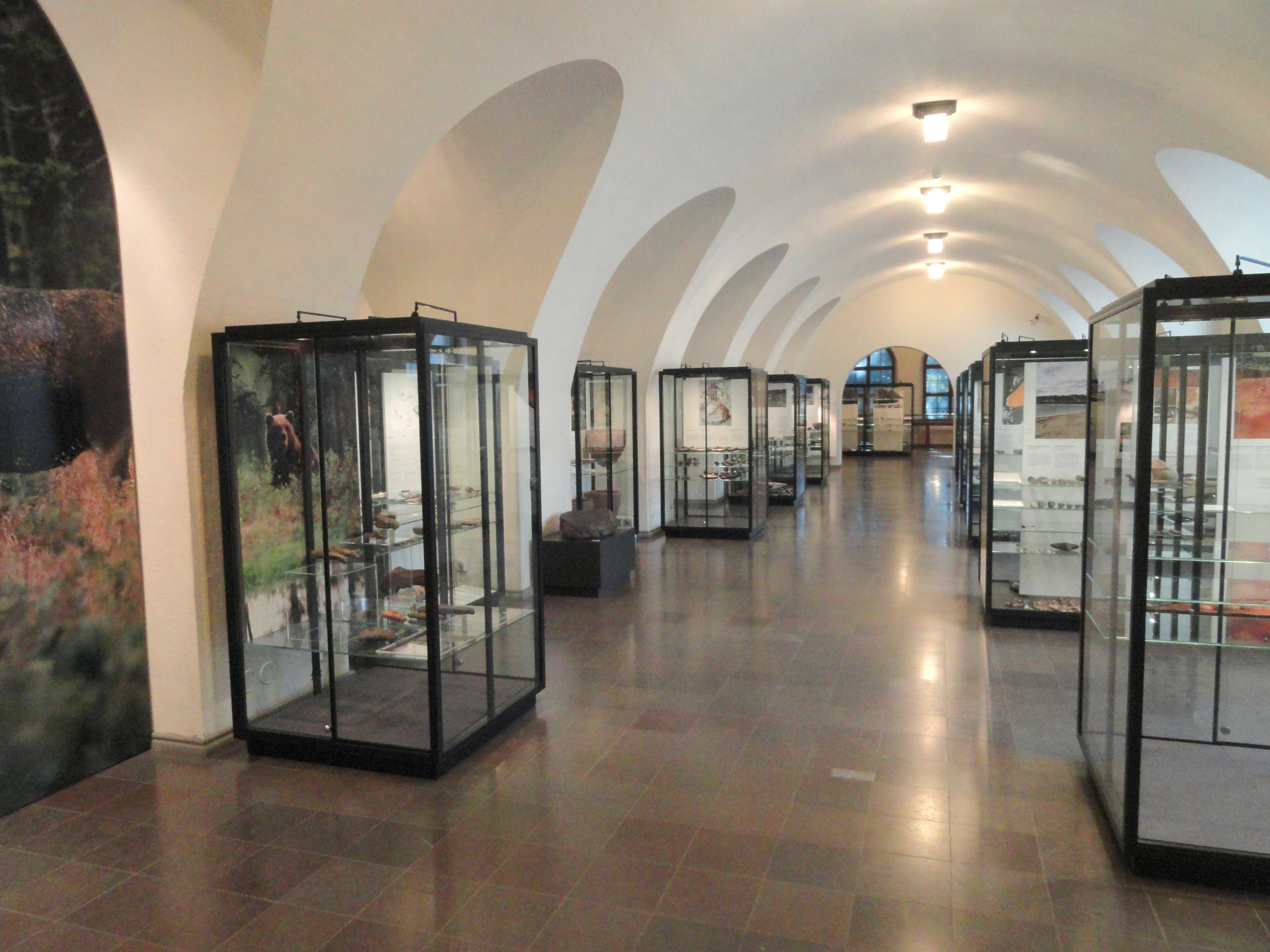
مجموعه عصر سنگ فنلاندی
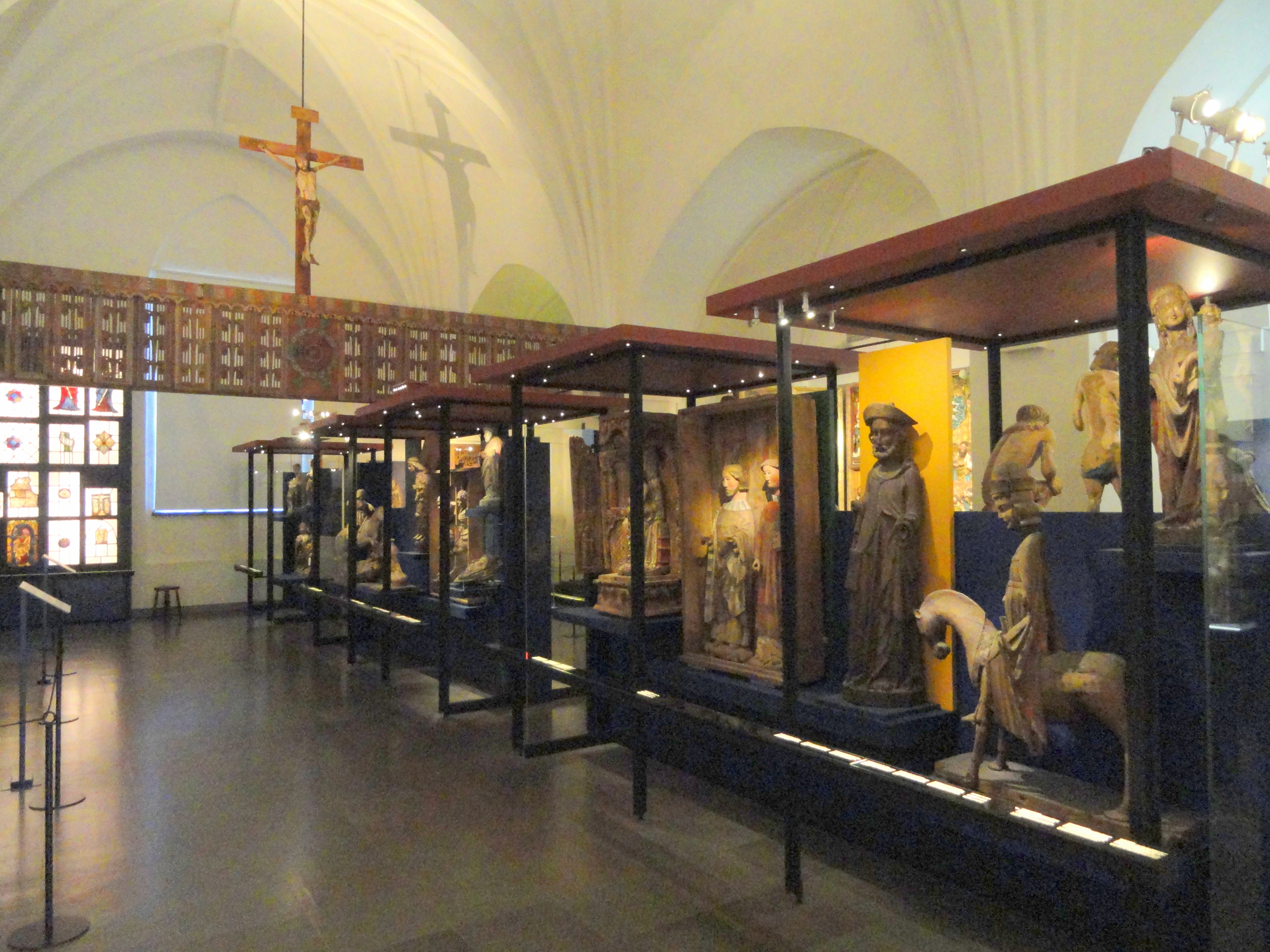
هنر مسیحی فنلاند قرون وسطایی
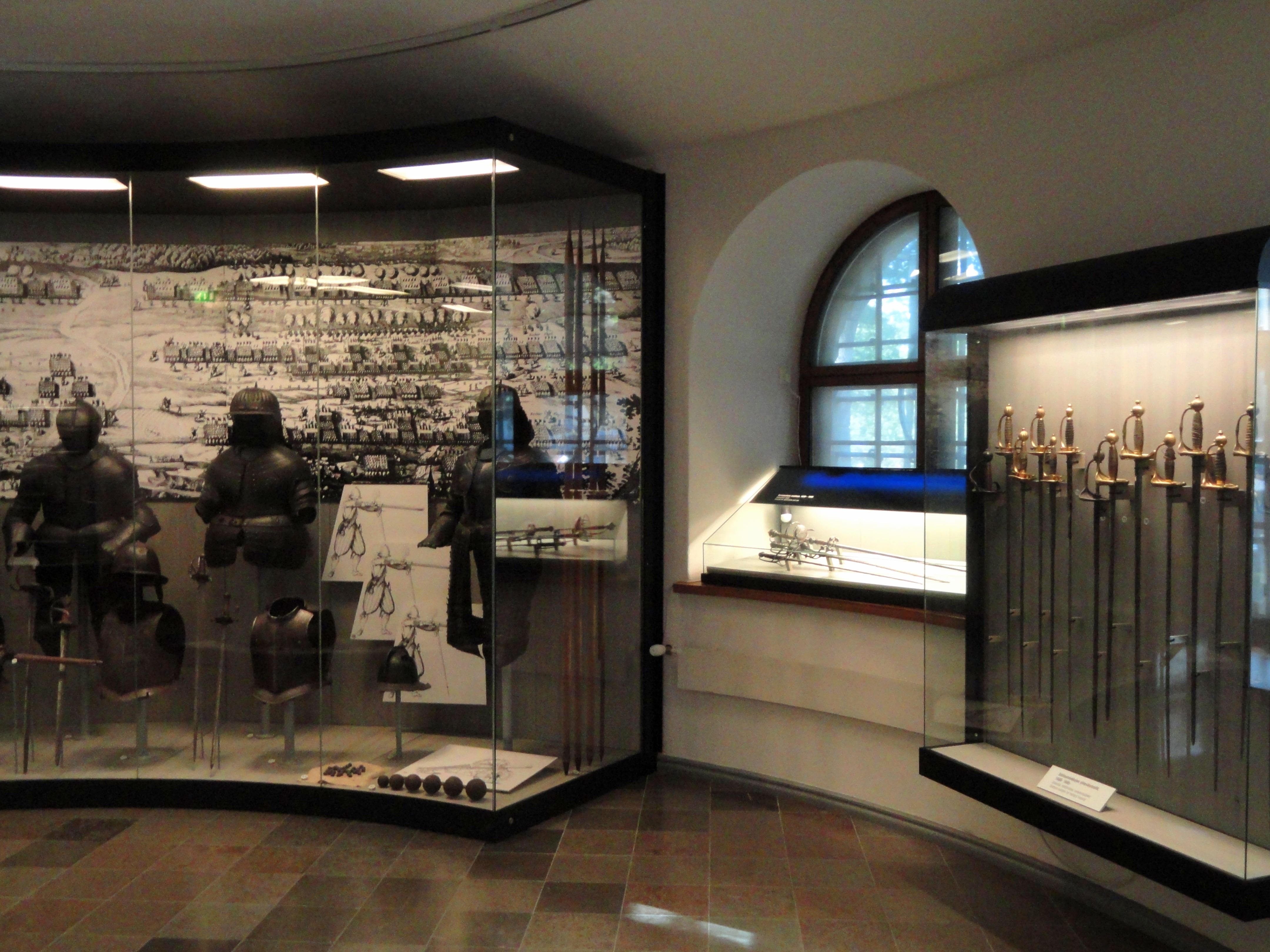
مجموعه سلاح و زره
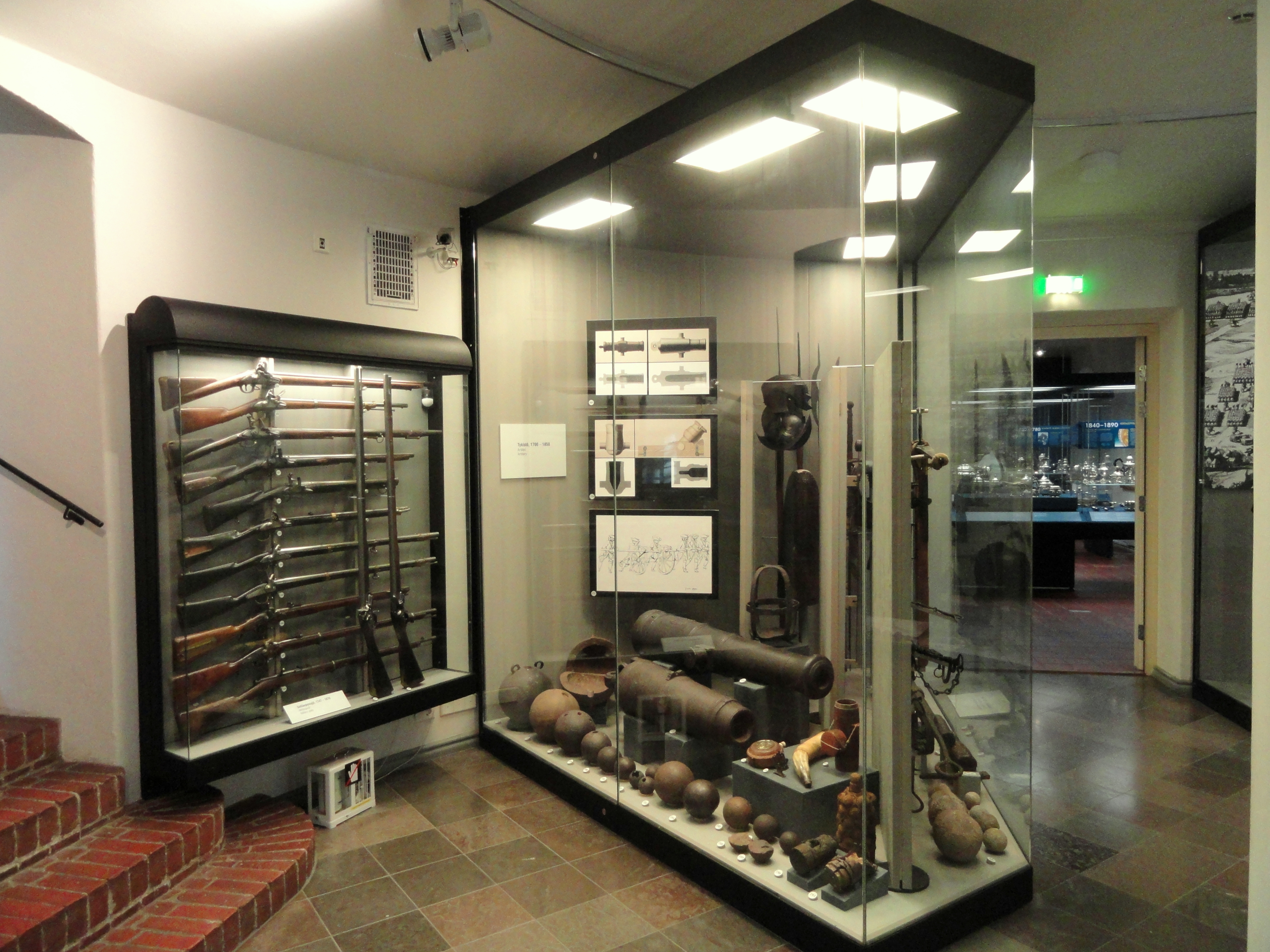
مجموعه سلاح و ظروف نقره‌ای
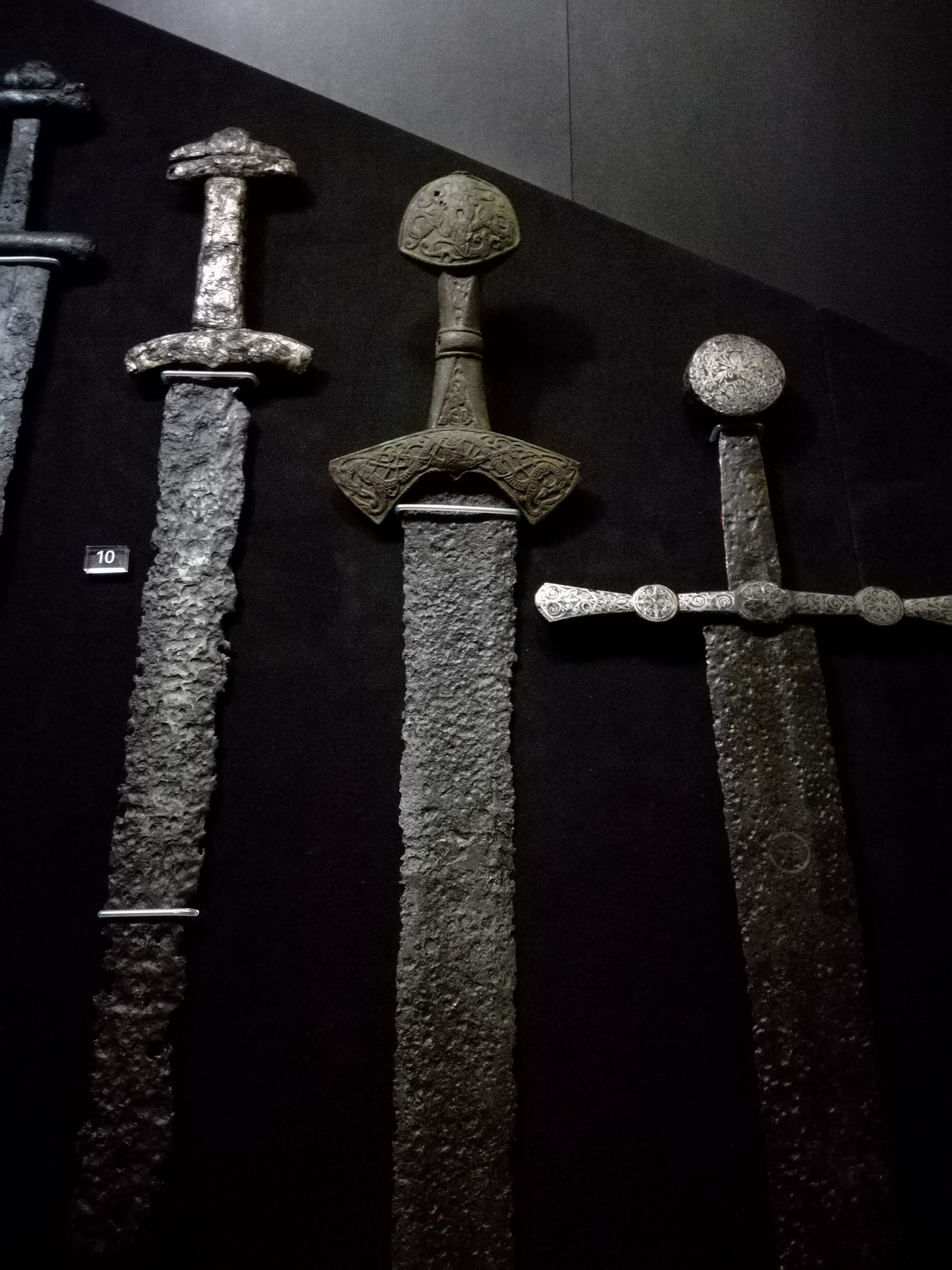
شمشیر سوانتاکا
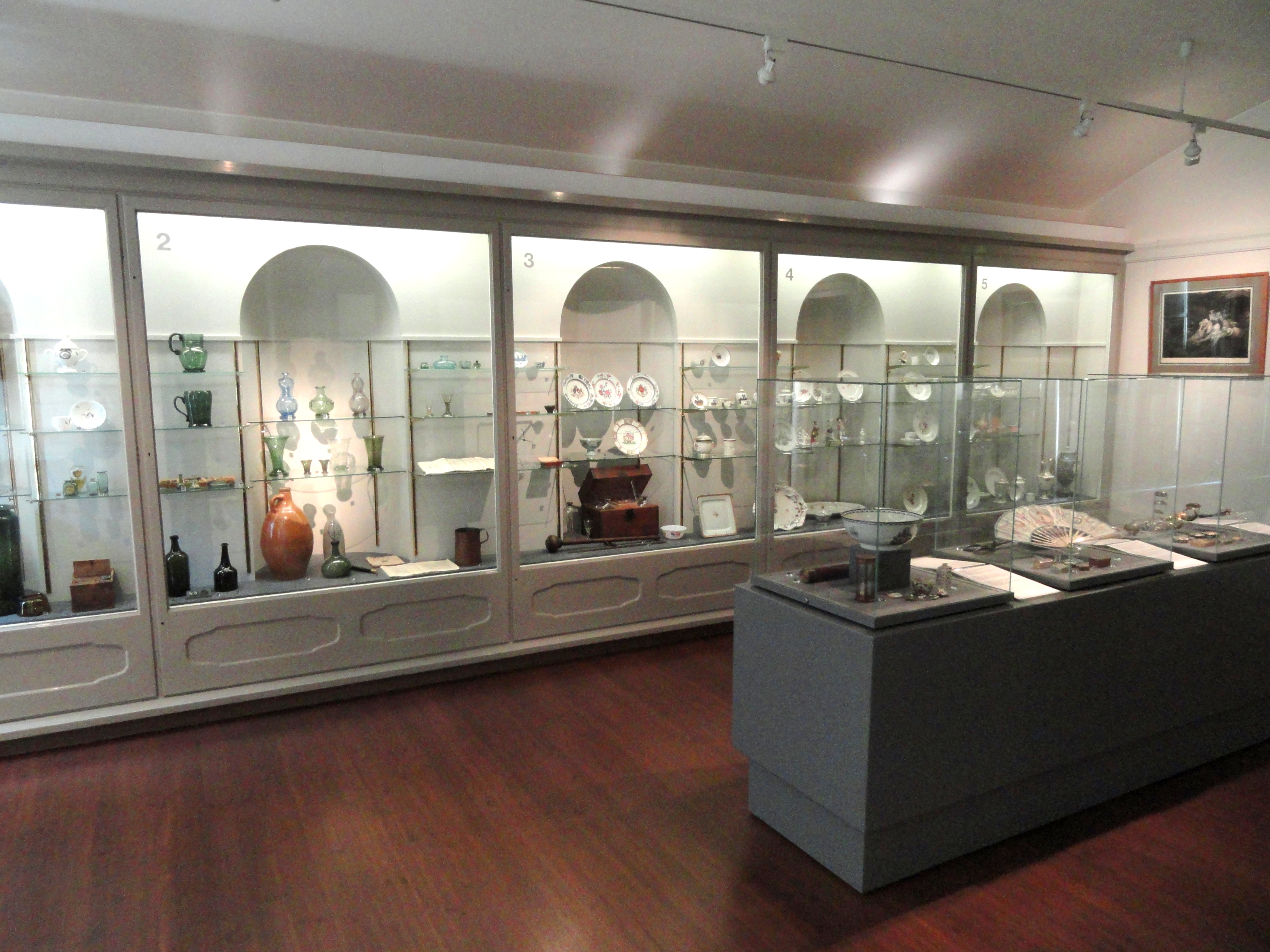
ظروف غذاخوری
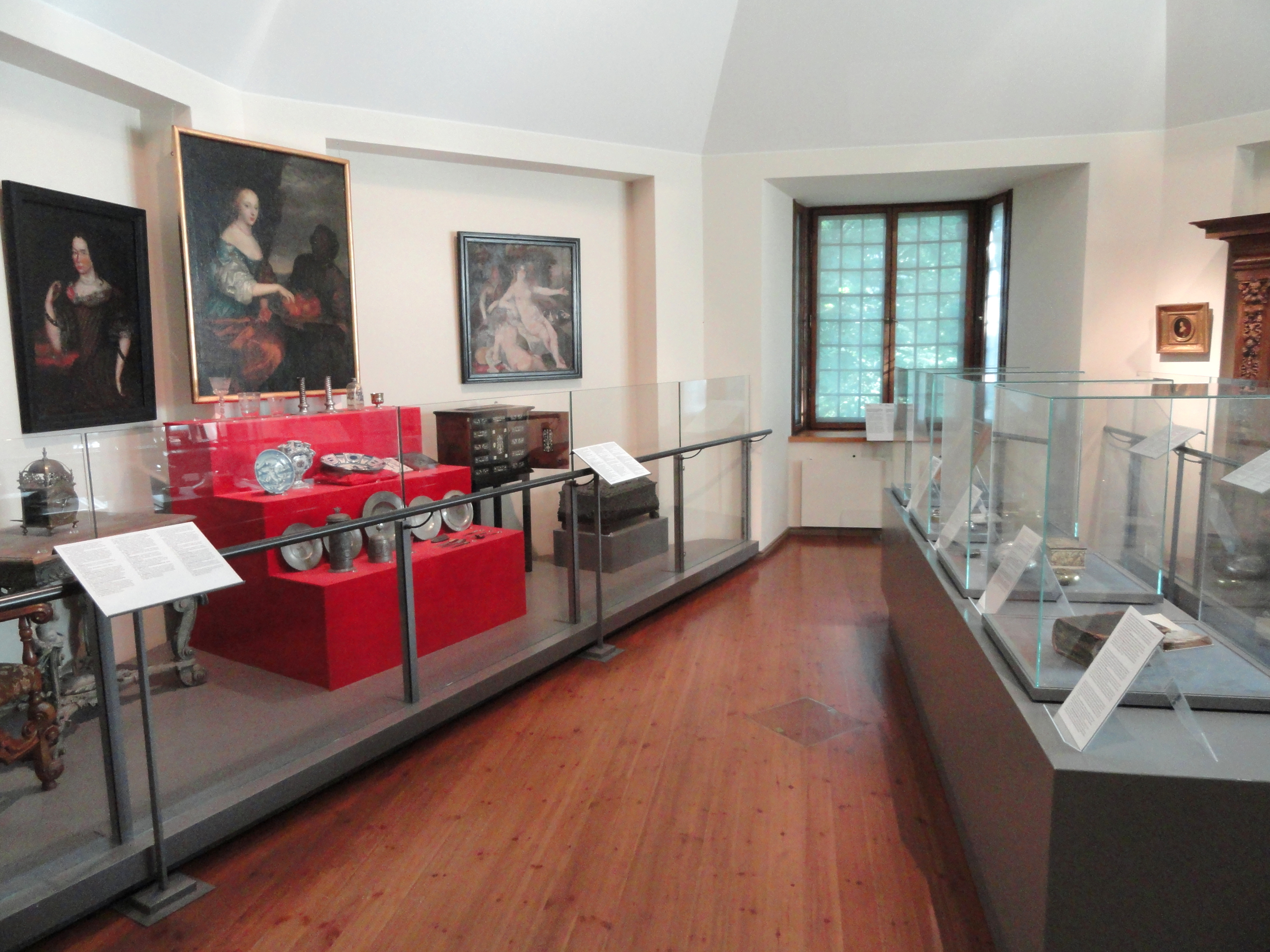
اشیا مختلف
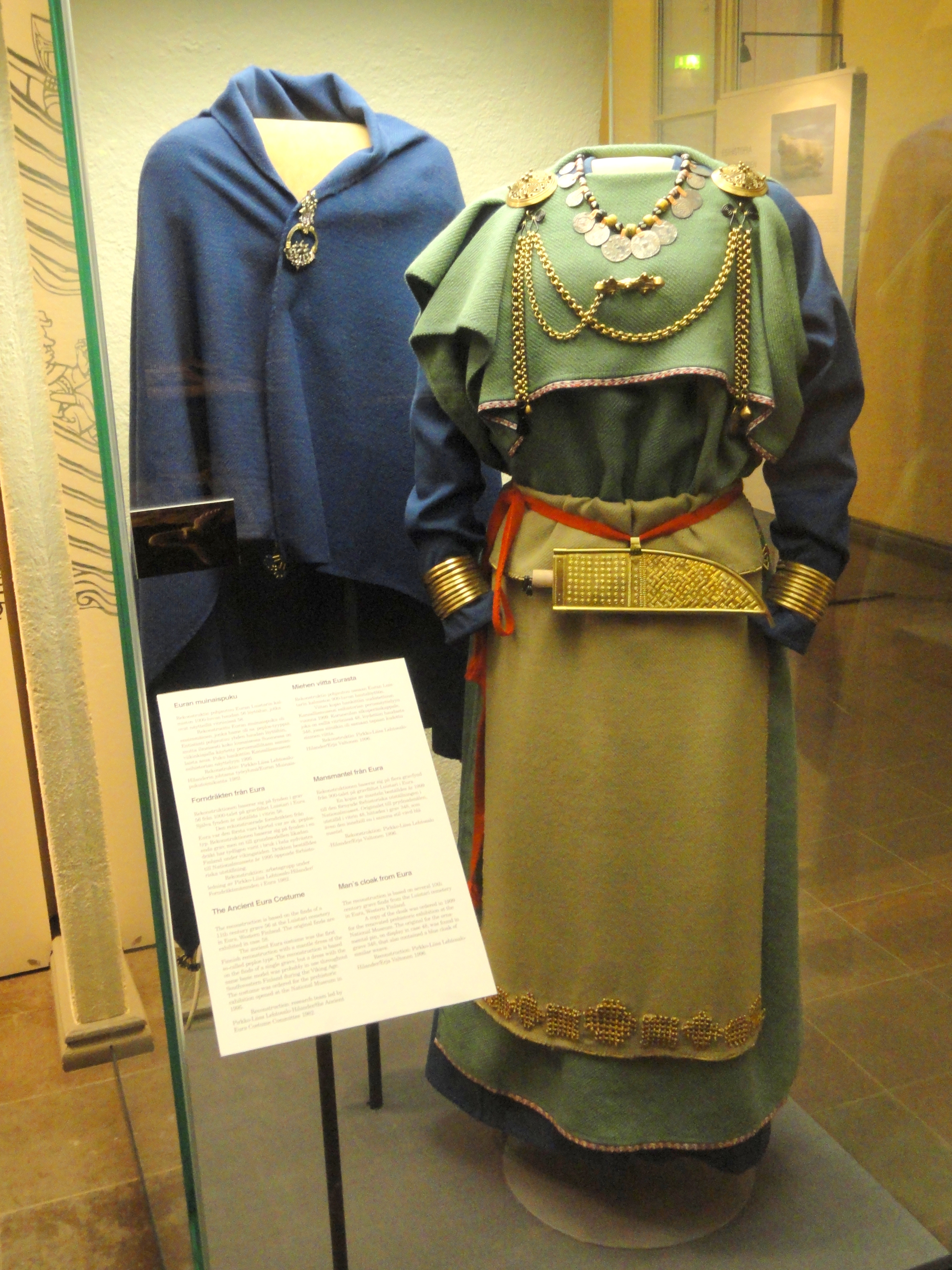
لباس اورا
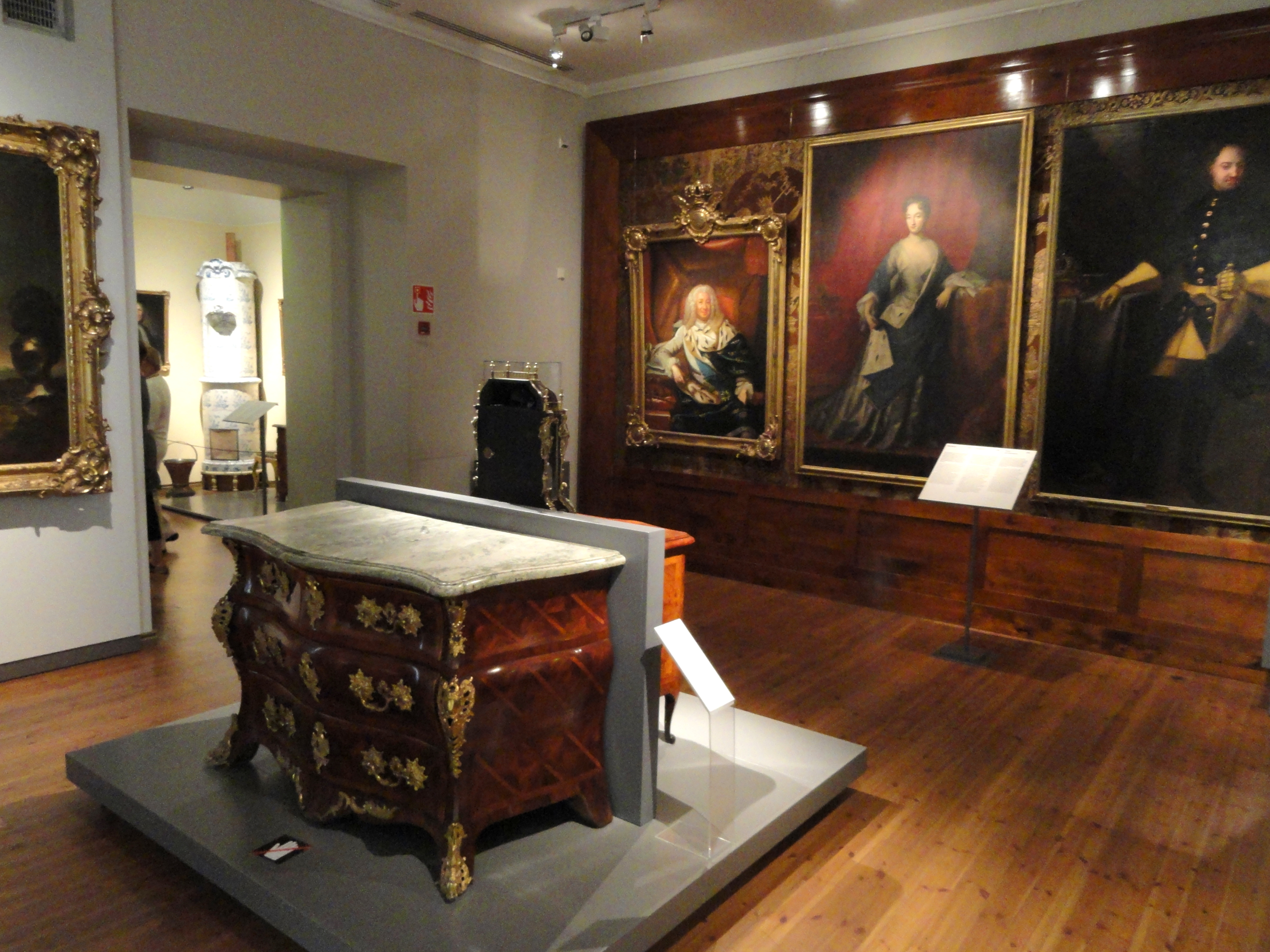
مبلمان بزرگ و نقاشی
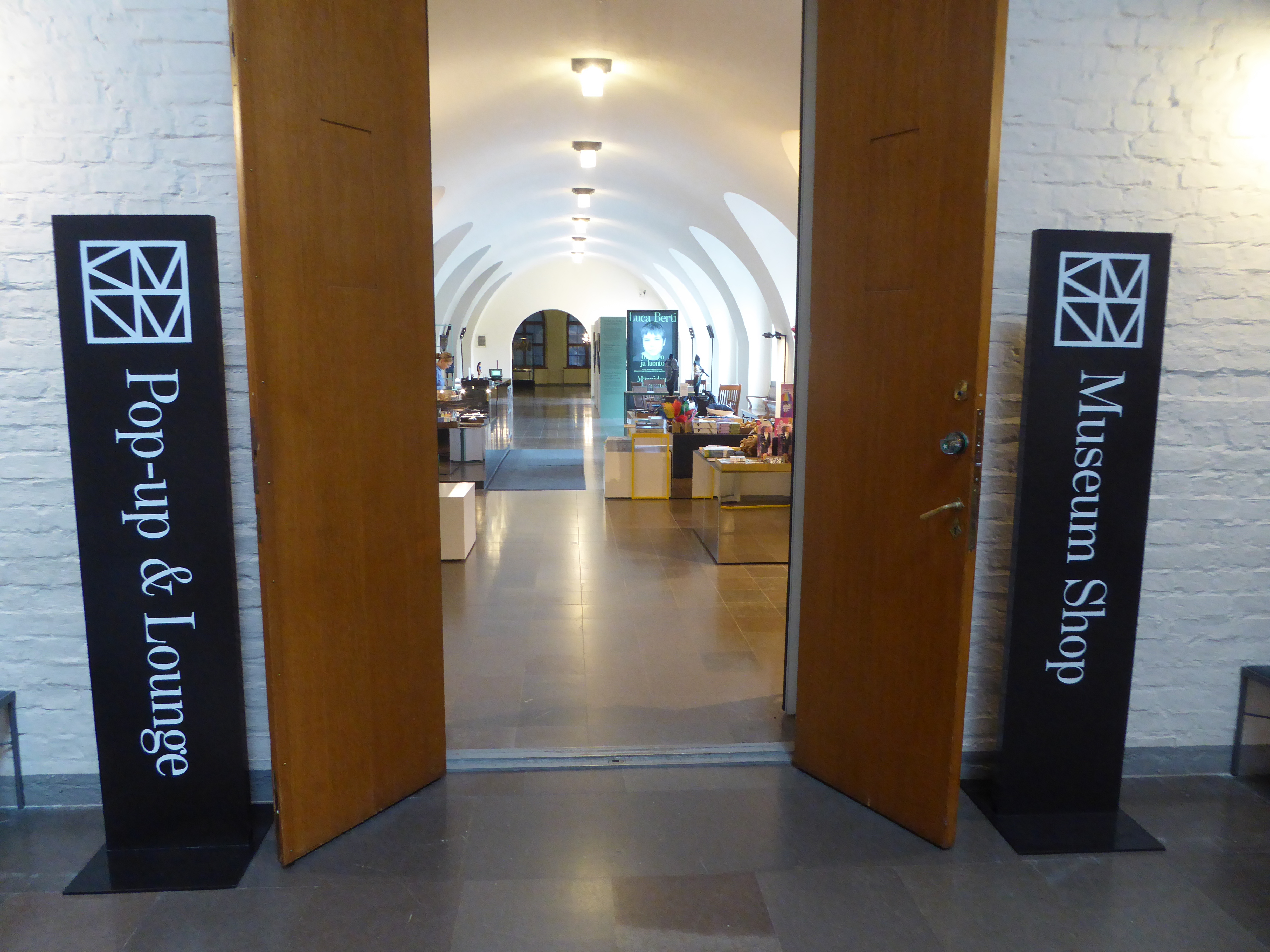
فروشگاه موزه و سالن استراحت